# Holubievîci, Narodîci
Holubievîci (în ucraineană Голубієвичі) este localitatea de reședință a comunei Holubievîci din raionul Narodîci, regiunea Jîtomîr, Ucraina.

## Demografie
Componența lingvistică a localității Holubievîci
     Ucraineană (100%)
Conform recensământului din 2001, toată populația localității Holubievîci era vorbitoare de ucraineană (100%).